# Paulinus av York

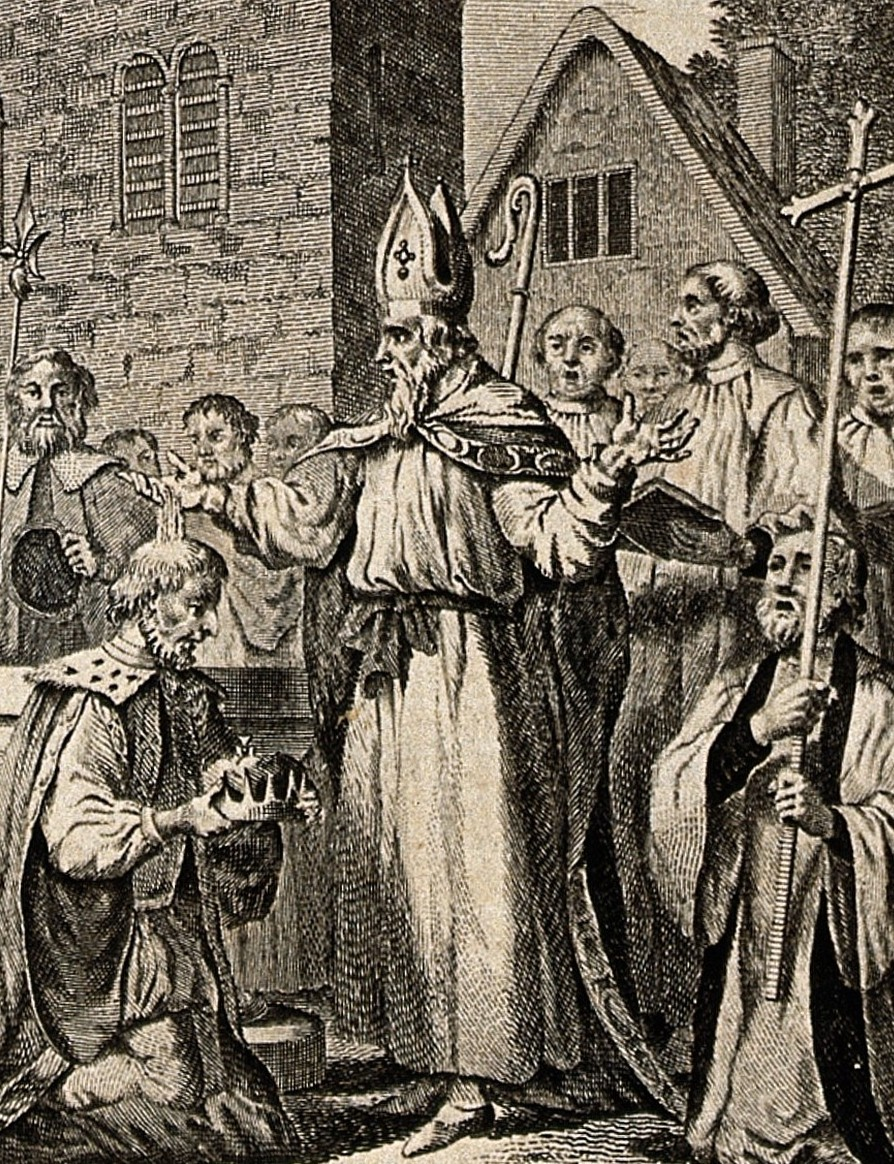
Paulinus

Paulinus av York (d. 10 oktober 644) var en romersk missionär och den första biskopen av York.
Munken Paulinus i Rom var en av de gregorianska missionärer som 601fick i uppdrag av påven Gregorius I att kristna de hedniska anglosaxarna. Han kom till England 604 med den andra missionärsgruppen. Lite är känt om Paulinus verksamhet under de följande två decennierna.
Efter att ha tillbringat en tid i Kent, vigdes han till biskop, kanske 625. Han följde Æthelburh av Kent, syster till kungen av Kent, Eadbald, på hennes resa till Northumbria där hon skulle fira bröllop med Kung Edwin av Northumbria, och han lyckades omvända Edwin till kristendomen. Paulinus omvände också många av Edwins undersåtar och byggt ett antal kyrkor. En av de kvinnor han döpte var ett framtida helgon, Hilda av Whitby. Som en följd av Edwins död 633 flydde Paulinus och Æthelburg från Northumbria, och lämnade efter sig en av Paulinus präster, den italienska diakonen Jakob. Paulinus återvände till Kent, där han var biskop av Rochester. Han helgonförklarades efter sin död 644.

## Böcker
- Mayr-Harting, HMR E. (1967): "Paulinus av York" i: GJ Cuming: Studier i kyrkans historia IV: Province of York. Leiden: Brill. sid 15-21.